# Piotr Yeremeyev
Piotr Vasílievich Yeremeyev (en ruso: Пётр Васильевич Еремеев; 29 de mayojul./ 11 de junio de 1911greg. - 2 de octubre de 1941) fue un piloto de combate soviético que luchó durante la Segunda Guerra Mundial. Se le considera el primer piloto en la historia de la Gran Guerra Patria que realizó una embestida aérea nocturna, en el momento de la hazaña, en el verano de 1941, era comandante adjunto de escuadrón del 27.° Regimiento de Aviación de Combate del 6.° Cuerpo de aviación de la zona de defensa aérea de Moscú.

## Biografía

### Infancia y juventud
Piotr Yeremeyev nació el 11 de junio de 1911 en la pequeña localidad rural de Berdina Polyana en la gobernación de Ufá en el Imperio ruso (ubicado en el territorio del moderno raión de Iglinó de Bashkiria en Rusia). Allí se graduó en una escuela de siete años. Después de graduarse, se mudó a la ciudad de Ashá en la región de los Urales (actualmente en el óblast de Cheliábinsk), donde trabajó como remachador de martillos en una planta metalúrgica. En 1930, se graduó de la Escuela de Mecánica de Zlatoúst y ese mismo año se unió al Komsomol. Dos años después, en 1932, fue admitido en el Partido Comunista —en esa época conocido como Partido Obrero Socialdemócrata de Rusia (bolchevique)—.
En mayo de 1933, se unió al Ejército Rojo. En 1936 se graduó en la Escuela de Pilotos de Aviación Militar de Oremburgo. Posteriormente, trabajó como piloto de pruebas en el Destacamento de Propósito Especial del Instituto de Investigación de la Fuerza Aérea del Ejército Rojo. Entre mayo y junio de 1938, sobre la base de este escuadrón, se formó el 27.º Regimiento de Aviación de Cazas de la Fuerza Aérea del Distrito Militar de Moscú.

### Segunda Guerra Mundial
En junio de 1941, poco después del inicio de la invasión alemana de la Unión Soviética, participó en combates aéreos como subcomandante de escuadrón del 27.º Regimiento de Aviación de Cazas (6.º Cuerpo de Defensa Aérea de Cazas de la Zona de Defensa Aérea de Moscú). En la noche del 22 de julio de 1941, mientras repelía un primer ataque aéreo alemán masivo contra Moscú, derribó un bombardeo alemán. Él mismo resultó herido en la cara, pero no solo fue capaz de regresar a su aeródromo, sino que realizó dos salidas de combate más esa misma noche.
En la noche del 29 de julio de 1941, en un avión de combate MiG-3, por primera vez en la historia de la Segunda Guerra Mundial, realizó una embestida nocturna contra un bombardero alemán Ju-88 sobre los asentamientos de Golovino y Novo-Petrovskoye, en el óblast de Moscú, con la hélice de su caza MiG-3 cortó el estabilizador y el timón del avión alemán y este cayó inmediatamente al suelo. Debido a la colisión, el aparato de Yeremeyev también cayó y entró en barrena. El piloto logró saltar en paracaídas y sobrevivió a la colisión. El bombardero derribado fue llevado a Moscú y exhibido públicamente en una de las plazas de la ciudad.
El 26 de agosto de 1941 fue asignado como comandante al escuadrón del 28.º Regimiento de Aviación de Cazas (4.ª División de Aviación Mixta del Frente Noroeste). El regimiento tenía su base cerca de la ciudad de Ostasjov. Durante este periodo participó en la defensa aérea de Moscú, realizó más de setenta salidas de combate (cincuenta de las cuales fueron operaciones nocturnas). Derribó dos aviones enemigos en batallas nocturnas, uno de los cuales fue un ataque de embestida.
Murió en combate aéreo el 2 de octubre de 1941, cerca del pueblo de Turskaya, en el óblast de Kalinin. El avión de Yeremeyev cayó en el bosque a unos tres kilómetros del pueblo. El piloto fue enterrado en ese mismo lugar en el bosque, presumiblemente por los habitantes del pueblo. Según datos oficiales, en 1956 fue enterrado de nuevo en una fosa común junto con otros soldados soviéticos en el cementerio de Cheremukha, a unos tres kilómetros del pueblo de Krasukha y a unos diez kilómetros del lugar del accidente. Sin embargo, en 2020, se descubrió partes del avión de Yeremeyev y sus restos mortales, que fueron enterrados, el 11 de diciembre de 2020, en el Cementerio de la Asunción en Cheliábinsk.
El 21 de septiembre de 1995, por decreto del Presidente de la Federación Rusa, el teniente primero Piotr Yeremeyev recibió el título de Héroe de la Federación de Rusia (a título póstumo) «por el coraje y el heroísmo mostrados en la lucha contra los invasores nazis en la Gran Guerra Patria de 1941-1945».

## Condecoraciones
|  | Héroe de la Federación de Rusia (n.º 222; 21 de septiembre de 1995) |
|  | Orden de la Bandera Roja (24 de julio de 1941)                      |